# Бризамбур
Бризамбу́р (фр. Brizambourg) — коммуна во Франции, находится в регионе Пуату — Шаранта. Департамент коммуны — Шаранта Приморская. Входит в состав кантона Сент-Илер-де-Вильфранш. Округ коммуны — Сен-Жан-д’Анжели.
Код INSEE коммуны — 17070.

## Население
Население коммуны на 2010 год составляло 874 человека.
| 1962 | 1968 | 1975 | 1982 | 1990 | 1999 | 2010 |
| ---- | ---- | ---- | ---- | ---- | ---- | ---- |
| 859  | 787  | 792  | 747  | 790  | 763  | 874  |